# 큰입술크림슨코쥐
큰입술크림슨코쥐(Bibimys labiosus)는 비단털쥐과에 속하는 설치류의 일종이다. 브라질과 아르헨티나에서 발견된다.